# En Face
En Face – polski zespół folk rockowy, powstały we wrześniu 1971 roku na bazie zespołu Ryszarda Poznakowskiego. Przestał istnieć z końcem 1975 roku.

## Historia
Pierwszy skład grupy tworzyli: Jerzy Grunwald (eks-No To Co; leader, gitara, śpiew), Bohdan Kendelewicz (eks-Wiatraki, Bizony; gitara basowa, wokal wspierający) i Kazimierz Turczyński (eks-Orkiestra PRiTV w Katowicach; perkusja). Pierwszych nagrań J. Grunwald dokonał już w 1971 roku z zespołem Poznakowskiego, m.in. pierwsze wersje piosenek z repertuaru En Face, tj.: Na tych samych ulicach i Zamykam oczy, by widzieć cię z bliska.
Wiosną 1972 roku w miejsce K. Turczyńskiego dołączył nowy perkusista Marian Myszko (eks-Zespół instrumentalny pod kier. Antoniego Kopffa; także flet i wokal wspierający). Zespół zorientowany na połączenie pop-rocka z folk rockiem wylansował swój pierwszy przebój O zachodzie, który znalazł się na debiutanckiej płycie „czwórce” pt. O zachodzie. W czerwcu Jerzy Grunwald & En Face wystąpili na X KFPP w Opolu. I choć piosenka pt. Tęcza nad nami przeszłą bez echa. Tym niemniej Jerzego Grunwalda uznano piosenkarzem roku 1972 w plebiscytach czasopism Panorama i Na Przełaj. 
W latach 1972–1973 zdobytą popularność ugruntowały takie przeboje jak: Oddaleni, ale bliscy, Płynę na wyspy szczęśliwe, Popędzimy w dal saniami, czy Dziwna miłość niepojęta. Niektóre z nich grupa prezentowała w Telewizji Polskiej. Zespół bardzo dużo koncertował w kraju i za granicą, tj. w Bułgarii (1972), ZSRR (1972, 1973), Azji (Gruzja, Mongolia) (1973) i NRD (1973). 
W marcu 1973 roku nagrał swój pierwszy longplay zatytułowany Jerzy Grunwald & En Face. A zimą tego samego roku w Moskwie, już zmienionym składzie kolejną czwórkę pt. Jerzy Grunwald. Polsza oraz wystąpił w rosyjskim programie telewizyjnym. Na koncertach oprócz kompozycji J. Grunwalda muzycy wykonywali ówczesne światowe hity, m.in. z repertuaru Creedence Clearwater Revival (Proud Mary) i Crosby, Stills and Nash (Suite: Judy Blues Eyes). 
W tym okresie w skład grupy wchodzili: J. Grunwald - (śpiew, gitara), Ireneusz Dudek (eks-Hall; harmonijka ustna, flet, skrzypce, instrumenty perkusyjne, śpiew), Krystian Wilczek (eks-Wiślanie 69; gitara basowa, śpiew) i Józef Hajdasz (eks-Breakout; perkusja). W kraju zyskały kolejne utwory, takie jak: Chciał się stary ożenić, Nie zaszkodzi trochę snów, czy Człowiek od lat.
W 1974 roku Jerzy Grunwald i En face wystąpili m.in. w TV RFN, na Międzynarodowej Wiośnie Estradowej '74, podczas XII KFPP w Opolu i MFP w Sopocie. Z grupą współpracował wówczas Mirosław Żwaka, który utworzył z Marcelim Psiukiem duet Marcel i Mirek.
W tym samym roku do składu grupy dołączył Maciej Radziejewski (eks-Niemen Aerolit; gitara solowa), zaś w jego połowie Marek Surzyn (perkusja) w miejsce J. Hajdasza. W tym okresie Dudek, Radziejewski, Wilczek i Surzyn grali równolegle w zespole Apokalipsa.
W lutym 1975 roku Jerzy Grunwald i jego grupa En Face nagrali swój drugi longplay zatytułowany Sennym świtem. Muzycy wciąż sporo koncertowali w kraju i za granicą, a także wylansowali kolejne przebojowe piosenki, a mianowicie: Przyszłaś znikąd, Dogonić ciszę, czy Ten ptak srebrzysty. 
Z końcem roku drogi J. Grunwalda i jego ówczesnych muzyków rozeszły się. Piosenkarz kontynuował karierę solową a byli muzycy En Face nadal występowali pod szyldem „Apokalipsa”.

## Dyskografia

### Albumy
- Jerzy Grunwald & En Face (Polskie Nagrania, 1973)
- Sennym świtem (Pronit, 1975)
- Sennym świtem (GAD Records, 2020 – pierwsza reedycja kompaktowa longplaya)[4]

### Kompilacje
- To pejzaż mojej ziemi: Dokąd płyną rzeki / W tych pięknych miastach (Polskie Nagrania, 1973)
- Czterej Pancerni i Pies: Nie zginaj karku (Polskie Nagrania, 1973)
- Jerzy Grunwald. Gwiazdy polskiego Big Beatu (Polskie Nagrania, 2014)[1]
- Na tych samych ulicach. Niepublikowane nagrania z lat 1971–1975 (Kameleon Records, 2016 – nagrania radiowe Jerzego Grunwalda i En Face)[5]
- Wędrujmy. Wakacyjny przewodnik po polskiej psychodelii i folk-rocku (GAD Records, 2020)[6]

### Single
- Jesteś wszystkim co mam / Płynę na wyspy szczęśliwe (Polskie Nagrania, 1972)
- Gałąź wiśni / Sto imion masz (Polskie Nagrania, 1975)

### Czwórki
- O zachodzie (Polskie Nagrania, 1971/1972)
- Jerzy Grunwald. Polsza (Melodia, 1973)
- Sennym Świtem (Pronit, 1975)

### Nagrania radiowe
1971 (P. R. Warszawa):
- Na tych samych ulicach, Zmieniasz się ty, zmieniam się ja, Zamykam oczy, by widzieć cię z bliska, Trzeba się kochać, To właśnie dla ciebie, Ona w pąsach, a ja w wąsach;

1972 (P. R. Warszawa):
- O zachodzie, Jesteś wszystkim, co mam, Płynę na wyspy szczęśliwe, Oddaleni, ale bliscy, Popędzimy w dal saniami, Teraz już zaśnij, Tęcza nad nami, Jak dobrze, że jesteś;

1973:
- Noc i brzask, Nie zginaj karku

1974 (P. R. Katowice):
- Człowiek od lat, Dogonić ciszę

### Nagrania koncertowe zarejestrowane przez Polskie Radio
- Tęcza nad nami (Koncert Inauguracyjny na X KFPP w Opolu, 21 czerwca 1972 roku),
- Jeden znamy świat (koncert To śpiewa młodość na XII KFPP w Opolu, 27 czerwca 1974 roku),
- Człowiek od lat, Dogonić ciszę, O Zachodzie, Suite: Judy Blues Eyes - z rep. Crosby, Stills and Nash (Koncert Polskich Nagrań XV MFP w Sopocie, 24 sierpnia 1975 roku)